# Ski Tour Canada
Die Ski Tour Canada war ein im Rahmen des Skilanglauf-Weltcups ausgetragenes Etappenrennen in Kanada.

## Allgemeines
Der Wettbewerb wurde erstmals im März 2016 ausgetragen und bildete den Abschluss der Weltcupsaison 2015/16. Die Erstaustragung umfasste acht Etappen, darunter vier Distanzrennen, drei Sprints und eine abschließende Verfolgungsetappe. Als Etappenorte dienten Gatineau, Montreal, Québec und Canmore; ein ursprünglich in Lake Louise geplanter Abschnitt wurde nach Canmore verlegt.
In den Weltcup-Saisons 2016/17, 2017/18 und 2018/19, in denen mit Olympischen Winterspielen bzw. Nordischen Skiweltmeisterschaften sog. Großereignisse stattfinden, ist keine Ski Tour Canada vorgesehen; stattdessen soll jeweils wieder ein Weltcup-Finale ausgetragen werden.

## Gesamtwertung

### Gesamtwertung Männer
| Austragung | Sieger                 | Zweiter         | Dritter        |
| ---------- | ---------------------- | --------------- | -------------- |
| 2016       | Martin Johnsrud Sundby | Sergei Ustjugow | Petter Northug |

### Gesamtwertung Frauen
| Austragung | Siegerin       | Zweite     | Dritte                   |
| ---------- | -------------- | ---------- | ------------------------ |
| 2016       | Therese Johaug | Heidi Weng | Ingvild Flugstad Østberg |